# Arn Magnusson
Arn Magnusson is het hoofdpersonage van De Tempelier (kruisvaarderstrilogie) van de Zweedse auteur en journalist Jan Guillou.
Nadat Guillou de succesreeks Coq Rogue met hoofdpersonage Carl Hamilton had geschreven, begon hij aan een trilogie over Arn Magnusson, een fictionele figuur uit de Zweedse middeleeuwen die door een samenloop van omstandigheden noodgedwongen tot tempelier wordt opgeleid.
De trilogie bestaat uit de volgende boeken:
- Vägen till Jerusalem ("De weg naar Jeruzalem"), 1998
- Tempelriddaren ("De tempelier"), 1999
- Riket vid vägens slut ("Het rijk aan het einde van de weg"), 2000

Er is bovendien een losstaande roman over Birger Magnusson, de kleinzoon van Arn:
- Arvet efter Arn ("De erfenis van Arn"), 2001

De trilogie is enorm populair in de Scandinavische landen, mede door de verfilmingen van het boek, Arn: The Knight Templar uit 2007 en Arn – The Kingdom at Road's End uit 2008.
Deze boekenserie is ook in het Nederlands uitgebracht.

## Verhaal

### De weg naar Jeruzalem
Arn wordt geboren in Arnäs in Västergötland rond 1150. Wanneer hij vijf jaar oud is, overkomt hem iets en dankzij gebeden komt het goed met hem. Uit dank voor dit wonder sturen zijn ouders hem naar het klooster Varnhem en later Vitskøl in Denemarken, waar hij twaalf jaar wordt opgeleid.
Hij wordt tevens getraind in het zwaardvechten door broeder Gilbert, die hem verhalen vertelt over het Heilige land en de belangen van de tempeliersorde. Door vader Henri wordt hem opgedragen een pure levensstijl aan te nemen om zijn geloof waar te maken. Arn belooft dit, maar komt in aanraking met onderdrukte gevoelens voor twee vrouwen. Als dit bovenkomt wordt Arn voor twintig jaar naar het Heilige land verbannen.

### De tempelier
In het vervolgboek is Arn al een aantal jaren in het Heilige land. Hij achtervolgt een groep Saraceense bandieten. Tijdens de achtervolging kruist zijn pad dat van Saladin, van wie hij het leven weet te redden. Ze worden goede vrienden, maar tegelijk ook vijanden, vanwege de geloofsomstandigheden. Na een aantal veldslagen neemt Saladin de stad Gaza in, die in handen van de tempeliersorde is en onder leiding van Arn staat. Saladin vernietigt de stad maar weet Arns leven te sparen. De Slag bij Montgisard en Slag bij Hattin volgen en de Derde Kruistocht komt op gang. Arn is een bemiddelaar tijdens onderhandelingen tussen Saladin en Richard I van Engeland. Dan heeft Arn na twintig jaar zijn plicht vervuld en keert terug naar Zweden.

### Het rijk aan het einde van de weg
Arn keert met een groep terug naar Zweden, met een hoop ideeën. Zo wil hij een vesting bouwen en de mensen leren wat vrede is. Zijn familie is blij hem weer te zien, maar wanneer Arn bekendmaakt te willen trouwen met jeugdliefde Cecilia, zien ze hem liever een politiek huwelijk sluiten. Hij trouwt echter toch met haar en ze krijgen een dochter.
Het geluk is echter van korte duur wanneer koning Sverker II een poging doet om de kinderen van de pas overleden koning Knoet om te brengen. Arn leidt vervolgens de cavalerie tijdens de slag bij Älgarås en leidt ook de overwinning tijdens de slag bij Lena. Twee jaar later gaat Arn opnieuw de confrontatie aan met Sverker tijdens de slag bij Gestilren. Hij weet Sverker te doden maar sterft zelf kort daarna ook.

## Vertalingen
- Catalaans: Trilogia de les Croades: El camí de Jerusalem, El cavaller del Temple en El retorn a casa
- Deens: Historien om Arn: Vejen til Jerusalem, Tempelridderen en Riget ved vejens ende, en ook Arven efter Arn
- Duits: Die Götaland-Trilogie: Die Frauen von Götaland, Die Büßerin von Gudhem en Die Krone von Götaland
- Engels: The Knight Templar (Crusades Trilogy): The Road to Jerusalem, The Knight Templar en The Kingdom at the End of the Road
- Ests: Tee Jeruusalemma, Templirüütel en Riik tee lõpus
- Fins: Ristiretki-trilogia: Tie Jerusalemiin, Temppeliherra en Pohjoinen valtakunta, en ook Arnin perintö
- Nederlands: De weg naar Jeruzalem, De Tempelridder en ook De terugkeer
- Noors: Arn-trilogieën: Veien til Jerusalem, Tempelridderen en Riket ved veiens ende, en ook Arven etter Arn
- Pools: Krzyżowcy: Droga do Jerozolimy, Rycerz zakonu templariuszy en Królestwo na końcu drogi
- Portugees: Trilogia Cruzadas: A caminho de Jerusalem, O Cavaleiro Templário en O novo reino
- Spaans: El camino a Jerusalén, El caballero templario en El reino al final del camino/Regreso al Norte